# Marie-Paule Milone
Marie‐Paule Milone est une musicienne française née le 13 octobre 1962 à Albi, d’origine italienne et professeure de violoncelle au conservatoire à rayonnement régional de Paris ainsi qu'au Pôle supérieur de Paris Boulogne-Billancourt.

## Biographie

### Formation
Marie-Paule Milone commence son parcours musical au CNR de Toulouse, au sein duquel elle suit une double formation. Elle étudie d'une part le piano auprès de Françoise Thinat et d'autre part le violoncelle. Elle obtient, la même année, et dans chacune de ces disciplines, un premier prix du conservatoire. Elle est par ailleurs diplômée d’harmonie, d’histoire de la musique et d’analyse. Elle reçoit plusieurs distinctions nationales au nombre desquelles le prix du ministère de la culture.
Elle complète ensuite sa formation à l'Académie Sibelius d'Helsinki  avec Arto Noras. Sur l'invitation du pianiste hongrois György Sebök, elle parfait sa formation à l'Université de l'Indiana à Bloomington où elle suit un double cursus d'Artist Diploma en violoncelle avec János Starker, dont elle sera l'assistante pendant deux ans, et en chant avec la soprano Virginia Zeani et la basse Nicola Rossi-Lemeni.

### Carrière
Marie-Paule Milone fait ses débuts en tant que mezzo-soprano à l’opéra dans l’Orfeo de Rossi sous la baguette de Stanley Ritchie (en) et Thomas Binkley, puis dans les oratorios religieux et profanes de Berlioz, Brahms et Verdi (Requiem). Elle rejoint alors la professeure hongroise Vera Rozsa à Londres.
Marie-Paule Milone se produit tant comme violoncelliste que comme mezzo-soprano en France, en Europe et aux États-Unis. Elle a notamment joué sous la direction des chefs Bertrand de Billy, Fabien Gabel, François-Xavier Roth, Victorien Vanoosten et Clément Mao Takacs.
En France, elle donne des concerts au Théâtre du Châtelet, au Théâtre des Champs-Elysées, à la Salle Gaveau, à l'Amphithéâtre de l'Opéra Bastille, au Musée d'Orsay, au Festival Octobre en Normandie, à l'Arsenal de Metz, à l'Opéra de Rennes et à l'Opéra-Comique. 
Elle se produit également au Palais des Arts de Lisbonne, au Schiermonnikoog festival (Pays-Bas), au Herbst Theatre (en) de San Francisco, au Seoul Arts Center et au Perigee Hall de Séoul, au Yeul Mary Art center et au Busan Cinema Art center (Corée du Sud).
Elle participe à des festivals en Italie, en Espagne, en Corse et à Paris. 
En chant, son répertoire comprend les grands cycles de Schubert (Winterreise) ainsi que de Schumann (Frauenliebe und Leben), les lieder de Franz Liszt, de  Mahler, de Joseph Marx ( Verklältes Jahr), de Prokofiev et de Sergueï Rachmaninov. Elle publie un arrangement instrumental des mélodies de ces deux derniers. Outre le répertoire des lieder, Marie-Paule Milone chante avec orchestre dans des œuvres telles que les grands cycles  avec orchestre de Strauss, notamment les quatre derniers Wesendonck-Lieder ;  plusieurs extraits de Tristan dont la mort d’Isolde, et de La Walkyrie de Richard Wagner, Le chant de la  terre de Gustav Malher, Le poème de l’amour et de la mer d’Ernest Chausson, Les Nuits d'été de Berlioz, la Rhapsodie pour contralto de Brahms et les Requiem de Mozart, Verdi et Duruflé.
Musicienne privilégiant la musique contemporaine, Marie-Paule Milone crée le cycle Shitao de Lucien Guérinel avec l'orchestre national de France et le livre de l’amour Uschk- Nameh de Guillaume Connesson. Elle est la créatrice et dédicataire du Trio de Régis Campo (en compagnie de Corey Cerovsek et Denis Pascal) à la Salle Gaveau, mais aussi d’œuvres de Nicolas Bacri, Jean-Dominique Krynen, Francine Aubin.
Elle a une activité de musicienne de chambre, notamment avec le pianiste Denis Pascal, avec qui elle forme un duo tant à la scène que dans la vie. Ils défendent le répertoire post romantique et créent le Festival international de musique de chambre Tons Voisins, à Albi et participant à l’élaboration des résidences d’artistes aux rencontres de Calenzana. Parmi ses partenaires de musique de chambre, elle compte aussi Svetlin Roussev, Tedi Papavrami, Jean-François Zygel, Gérard Poulet, Corey Cerovsek, Philippe Graffin, Sasha Sitkovetsky, Miguel Colom, Tatiana Samouil (de), Lili Maijala, Jerôme Comte,  Gérard Caussé, Alain Meunier, Philippe Muller, Éric Le Sage, les quatuors Psophos, Diotima.
Marie-Paule Milone joue sur un violoncelle Charles-Adolphe Gand (Paris, 1850).
Elle est professeure de violoncelle au conservatoire à rayonnement régional de Paris ainsi qu'au Pôle supérieur de Paris Boulogne-Billancourt.
Marie-Paule Milone  est la mère du violoniste Alexandre Pascal et du violoncelliste Aurélien Pascal.

## Discographie
- Duruflé, Requiem, RCA (coll. red	seal) (2011)
- S.Rachmaninov : "Silent Night »- Polymnie,  pol230369, Sonate op.19, pièces instrumentales violoncelle et piano.  Rachmaninov, Silent night, avec Denis Pascal (piano), (Polymnie, 2010).
- Joseph Marx : 22 lieder-Solstice,Socd 904 (2003)
- Lucien Guérinel :  "Shitao" pour mezzo-soprano et orchetsre. (1997)
- Edmund Pendleton – Ensemble Instrumental Jean-Walter Audoli* Direction Jean-Walter Audoli – Concerto Alpestre - Prélude, Fanfare Et Fugue - Concerto Pour Alto (1992)
- Maurice Duruflé (« Choc » du Monde de la Musique),« choc » du Monde de la Musique, « Recommandé » par Classica, prix de la Fondation Franz Liszt
- Johannes Brahms
- Jean Wiéner
- Orchestre national de France, dir. Fabien Gabel - Integral classic